# Auckland Airport
Auckland Airport (IATA: AKL, ICAO: NZAA) je největší a nejrušnější letiště na Novém Zélandu u města Auckland na severu Severního ostrova. Letiště má dva terminály, vnitrostátní a mezinárodní, vzdálené od sebe zhruba 500 metrů. Mezi terminály funguje kyvadlová autobusová doprava zdarma a oba terminály také spojuje vyznačená pěší cesta. Spolu s Christchurch International Airport jde o jediné letiště na Novém Zélandu, která jsou schopná odbavovat letadla Boeing 777, Boeing 747 a Airbus A380.